# Cantón de Castelsarrasin-2
El cantón de Castelsarrasin-2 era una división administrativa francesa, que estaba situada en el departamento de Tarn y Garona y la región de Mediodía-Pirineos.

## Composición
El cantón estaba formado por cinco comunas, más una fracción de la comuna que le daba su nombre:
- Albefeuille-Lagarde
- Barry-d'Islemade
- Castelsarrasin (fracción)
- Labastide-du-Temple
- Les Barthes
- Meauzac

## Supresión del cantón de Castelsarrasin-2
En aplicación del Decreto nº 2014-273 de 27 de febrero de 2014, el cantón de Castelsarrasin-2 fue suprimido el 22 de marzo de 2015 y sus 6 comunas pasaron a formar parte; cinco del nuevo cantón de Castelsarrasin y una del nuevo cantón de Montech.